# Jugband
A jugband (vagy jug band) hagyományos, illetve saját készítésű hangszerekkel a blueshoz közelálló zenét játszó együttes elnevezése az Amerikai Egyesült Államokban.
Időnként – némileg pontatlanul – skiffle band, spasm band, juke (vagy jook) band néven is említik az ilyen együtteseket.

## Jellegzetességei
- Elnevezését egy házi készítésű hangszerről, a "jug"ról nyerte, amely üvegből vagy kőből készült köcsög. A játékos a köcsög szájától mintegy egy hüvelykre, ajkainak mozgatásával képezi a hangszer jellegzetes, "rekedtes" hangját.
- További házi készítésű hangszereket is használnak, így a washtub bass nevű basszust vagy a mángorlódeszka felhasználásával készített washboardot.
- A zenekar gitárt, kazoot és mandolint is használ.

## Az együttes zenéje
Eredetileg afro-amerikaiak alakítottak ilyen együtteseket, akik vaudeville zenészek illetve medicine show zenészek voltak (ez utóbbi olyan vándorzenészeket jelent, akik gyógyszerek és más vegyitermékek reklámozása érdekében településről településre járva, közterületeken zenéltek). A zene a Memphis blues, a ragtime és az Appalache-vidék népzenéjének elemeit vegyíti. W.C. Handy, akit sokan a blues atyjának tartanak, maga is beszámol arról, hogy zenéjére az utcai zenészek milyen hatást gyakoroltak. Ugyancsak hatással volt a jugband music a rock and roll fejlődésére is.

## Az eredeti jugband együttesek
Az első jugbandek az amerikai Louisville és Birmingham városokból ismertek. Hagyományos jazzt játszottak, a jug felhasználásával. Vaudeville-blues énekes és Jimmie Rodgers egyaránt alkalmaztak ilyen együtteseket lemezfelvételeiken.
A Memphis környékéről származó együttesek gyökerei inkább a country blueshoz és az afroamerikai hagyományokhoz nyúlnak vissza. Gus Cannon's Jug Stompers és a Will Shade's Memphis Jug Band számos olyan dalt vett lemezre, amely később a Jug Band Revival idején ismét előkerült:  "Stealin'", "Jug Band Music", "Whoa, Mule", "Minglewood Blues", "Walk Right In" és sok egyéb.
Innen származott a Jack Kelly and His South Memphis Jug Band, a Jed Davenport's Beale Street Jug Band, és a Noah Lewis's Jug Band is. "Ma" Raineynek is volt jugbandje, Tamoa Reddel készített felvételeket, az utóbbi is később megalakította a Hokum Jug Band-et. Big Bill Broonzy és Memphis Minnie szintén számos jugband felvételt készített, az utóbbi a Memphis Jug Band-del.
Az 1930-as évek gazdasági válsága egy időre végzett a jugbandekkel is, bár stílusuk bizonyos elemei (főleg a washborad) tovább éltek. Cannon és Will Shade 1956-ban készíthetett ismét lemezt.

## A Jug Band Revival
1958-ban a The Orange Blossom Jug Five elkészítette "Skiffle in Stereo" című felvételét. A jugband lassanként ismét népszerűvé vált. John Sebastian, a The Lovin' Spoonful alapítója is az The Instant Action Jug Band-ben kezdett.
A későbbiekben számos popegyüttes készített jugband-jellegű felvételeket, így
- Country Joe and the Fish
- Mungo Jerry,
- Creedence Clearwater Revival ("Willie and the Poor Boys")
- The Lovin’ Spoonful ("Jug Band Music")

## Külső hivatkozások
- Jugband.Org
- JugFest Archiválva 2006. október 23-i dátummal a Wayback Machine-ben
- ...and the Leasebreakers Non-Stop Jug Band
- Fat Chance Jugband
- Jugadelia
- Jug Music with Fiddle, Guitar & Banjo
- Popcorn
- Sour Mash Hug band, dark carnival gypsy jug band for all occasions Archiválva 2021. március 5-i dátummal a Wayback Machine-ben
- Thee Hobo Gobbelins, Troglodyte Jug Band ov the Unseelie Court Archiválva 2006. augusztus 18-i dátummal a Wayback Machine-ben
- Toad and the Jugadelics
- Washboard Slim
- Thunderpants Johnson’s Hillbilly Orchestra